# Mewy

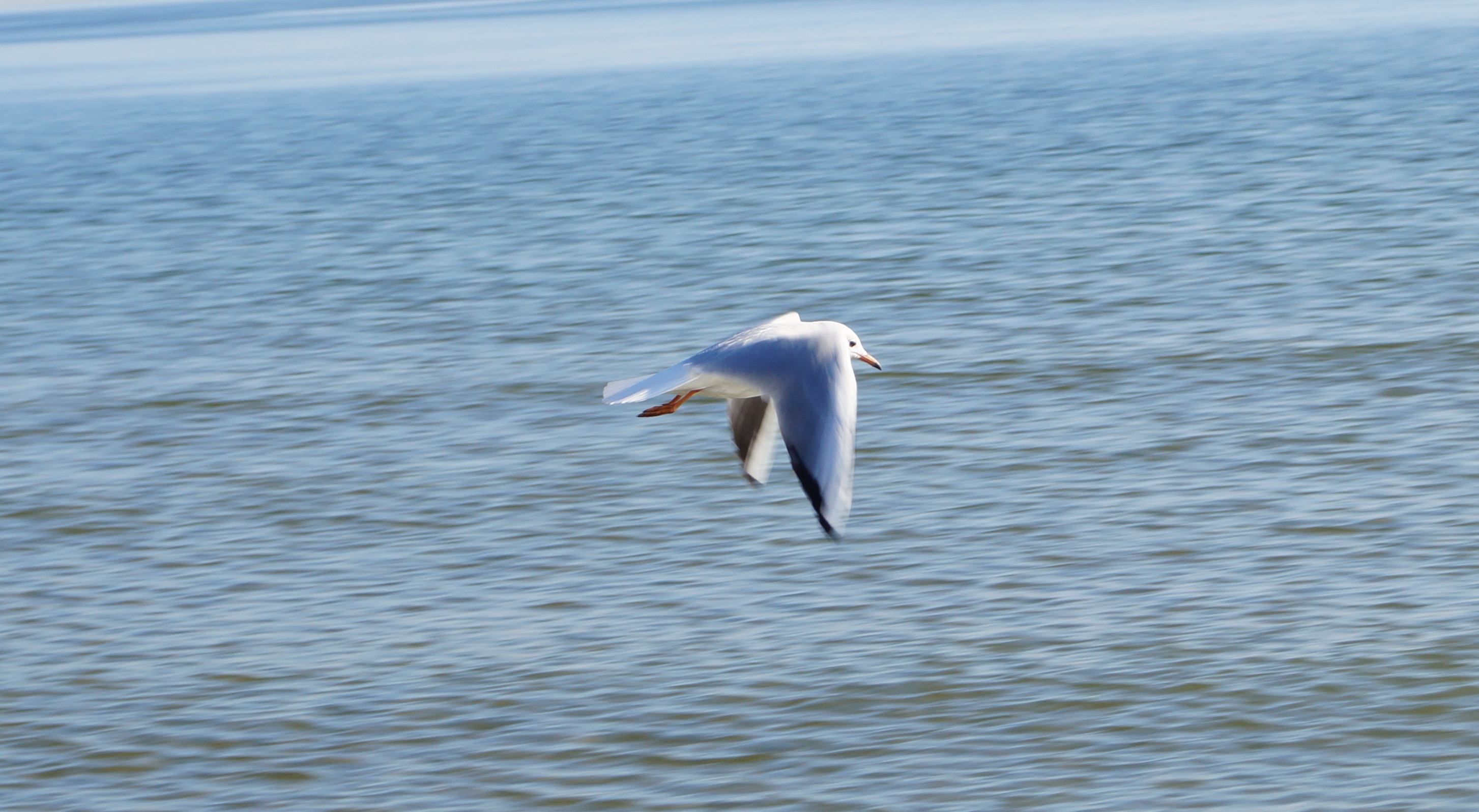
Mewa w locie nad plażą w Sopocie

Mewy (Larinae) – podrodzina ptaków z rodziny mewowatych (Laridae).

## Zasięg występowania
Podrodzina obejmuje gatunki zamieszkujące cały świat.

## Cechy charakterystyczne
Mewy charakteryzują się następującymi cechami:
- zróżnicowana masa ciała (od 100 g do 3 kg)
- słabo zaznaczony dymorfizm płciowy
- polimorfizm wiekowy i słabiej zaznaczony dymorfizm sezonowy
- osobniki dorosłe ubarwione są najczęściej jasno, czasem z domieszką szarego i czarnego
- młode zazwyczaj brunatno-białe
- gęste i zbite upierzenie o dobrze działającym gruczole kuprowym
- krępy tułów o długich skrzydłach, które w większości składają się z długich kości dłoni i lotek
- duża głowa z mocnym, prostym dziobem
- nogi o 3 palcach spiętych błoną pławną, palec tylny słabo rozwinięty lub brak
- duże gatunki późno dojrzewają i przed osiągnięciem dojrzałości płciowej kilkakrotnie zmieniają ubarwienie
- doskonali lotnicy, latając pokonują długie dystanse. Potrafią szybować w czasie burzy i wirować w powietrzu
- dobrze pływają, ale nie nurkują
- na lądzie dobrze chodzą i biegają
- pierzą się 2 razy w roku, po całkowitej wymianie piór jesienią przybierają skromniejsze upierzenie
- żerują zarówno na lądzie, jak i w wodzie; wszystkożerne, choć wyraźnie przeważa pokarm zwierzęcy
- bardzo towarzyskie, często gnieżdżą się w dużych, gwarnych koloniach
- w zniesieniu zazwyczaj 1 do 3 jaj w płytkich jamkach w ziemi
- pisklęta to zagniazdowniki, lecz jeszcze długo po uzyskaniu zdolności do lotu żebrzą o pokarm, wkładany przez dorosłe osobniki prosto do dziobów. Pokryte są gęstym i plamistym puchem
- największa z nich to mewa siodłata o rozpiętości skrzydeł 170 cm i średniej masie 1,8 kg[5].

## Systematyka
Do podrodziny należą następujące rodzaje:
- Creagrus Bonaparte, 1854 – jedynym przedstawicielem jest Creagrus furcatus (Néboux, 1846) – mewa widłosterna
- Hydrocoloeus Kaup, 1829 – jedynym przedstawicielem jest Hydrocoloeus minutus (Pallas, 1776) – mewa mała
- Rhodostethia W. MacGillivray, 1842 – jedynym przedstawicielem jest Rhodostethia rosea (W. MacGillivray, 1824) – mewa różowa
- Rissa Stephens, 1826
- Pagophila Kaup, 1829 – jedynym przedstawicielem jest Pagophila eburnea (Phipps, 1774) – mewa modrodzioba
- Xema Leach, 1819 – jedynym przedstawicielem jest Xema sabini (J. Sabine, 1819) – mewa obrożna
- Saundersilarus Dwight, 1926 – jedynym przedstawicielem jest Saundersilarus saundersi (Swinhoe, 1871) – mewa chińska
- Chroicocephalus Eyton, 1836
- Leucophaeus Bruch, 1853
- Ichthyaetus Kaup, 1829
- Larus Linnaeus, 1758